# Assedio di Groenlo (1606)
L’assedio di Groenlo del 1606, noto anche come terzo assedio di Groenlo o due assedi di Groenlo del 1606, fu una coppia di assedi combattuti presso la città di Groenlo (attuali Paesi Bassi) dal 3 al 14 agosto 1606 e dal 30 ottobre al 9 novembre dello stesso anno, nell'ambito della guerra degli ottant'anni. In un primo attacco vittorioso, il generale spagnolo Ambrogio Spinola conquistò la città di Groenlo agli olandesi. Pochi mesi dopo, nell'ottobre del 1606, il principe Maurizio d'Orange a sua volta assediò Groenlo, ma quest'offensiva fallì per l'intervento tempestivo dello Spinola. Groenlo rimase nelle mani spagnole sino al successivo assedio degli olandesi nel 1627.

## Antefatto
La città fortificata di Groenlo era una piccola città ma rivestiva una certa importanza per la difesa del confine orientale della repubblica olandese. Essa era posta infatti lungo la rotta commerciale che collegava la Germania imperiale con le città anseatiche olandesi come Deventer e Zutphen. Groenlo era una città fortificata con un fossato e diverse roccaforti da cui si poteva controllare bene la regione. Dopo essere stata in possesso della Spagna per molti anni, il principe Maurizio l'aveva conquistata durante un assedio nel 1597.
L'esercito spagnolo guidato dal generale Spinola aveva lanciato una controffensiva e nel 1605 aveva conquistato Oldenzaal, Lingen e voleva passare ora ad altre città importanti nell'area ma il persistente maltempo aveva reso le strade impraticabili e reso più difficile l'attraversamento del fiume IJssel, costringendo i soldati a ripiegare verso sud. Lochem venne conquistata senza particolari sforzi e l'esercito dello Spinola si unì poco dopo all'armata capeggiata dal conte di Bucquoy proveniente da sud. Tuttavia, ciò gli venne impedito dall'armata olandese che bloccò il presidio al fiume Waal e per questo motivo il generale spagnolo dovette rivolgersi alla fortezza di Groenlo.

## L'assedio di Ambrogio Spinola

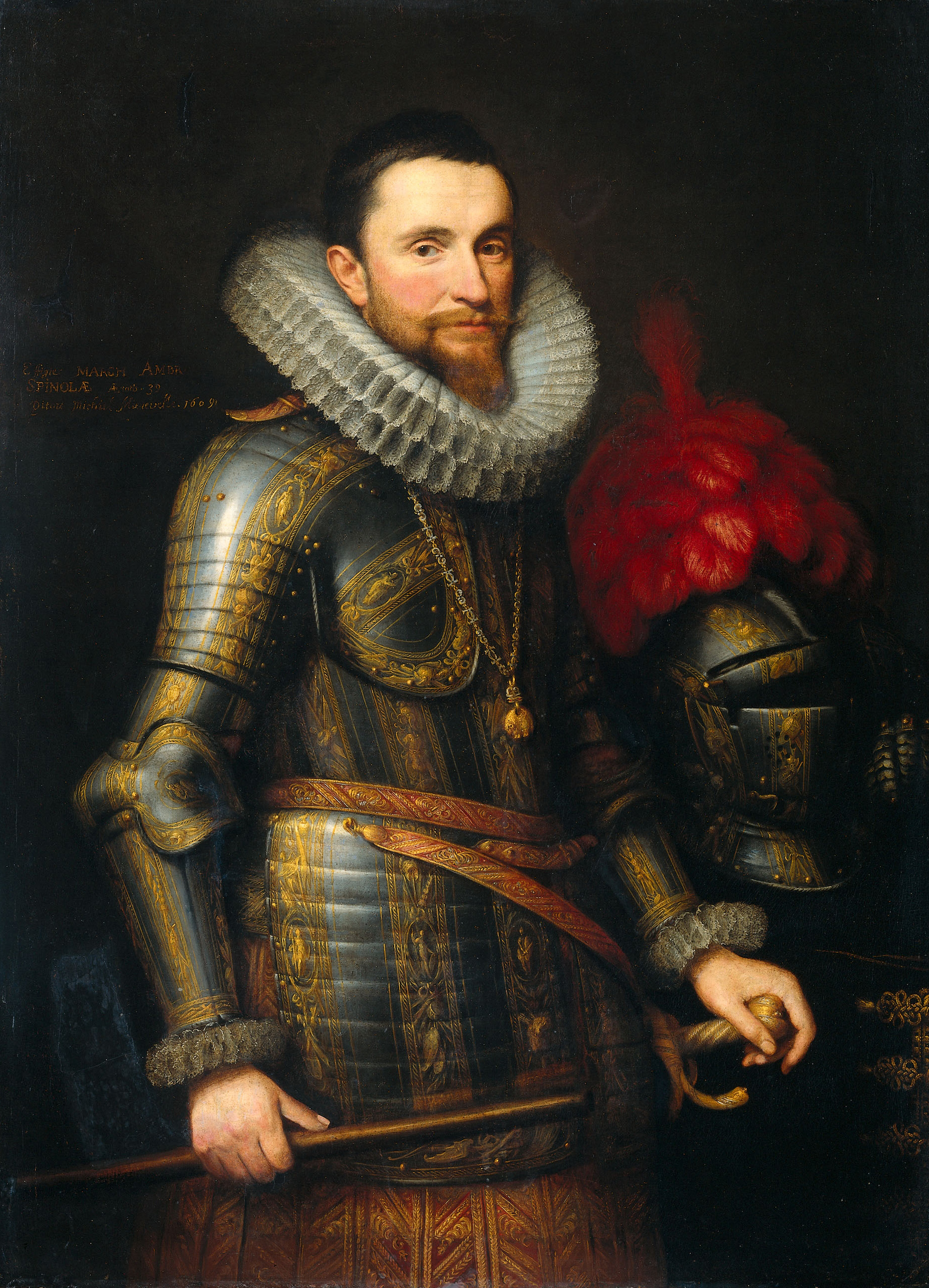
Ambrogio Spinola

Il 3 agosto il generale Ambrogio Spinola iniziò l'assedio alla città di Groenlo dove il giovane comandante Van Dort si trovò al comando di 18 compagnie di fanteria (1400 uomini). Le scaramucce sono iniziate immediatamente all'arrivo dei militari spagnoli. Dopo diversi giorni di scontri a fuoco, lo Spinola riuscì a conquistare due rivellini della città il 10 agosto con l'elevato costo di 600 morti tra cui una dozzina dei suoi capitani. Lo Spinola intercettò delle lettere del principe Maurizio indirizzate alla guarnigione di Groenlo, nelle quali egli ordinava alle truppe assediate di resistere per altri tre giorni, dopodiché sarebbero arrivati dei rinforzi per dare il cambio ai soldati locali. Venne a sapere che anche il conte Guglielmo di Nassau era stato convocato dalla Frisia con altre persone tra cui il colonnello Edmont di Rijnberk ed il comandante Du Boys, portandosi appresso le truppe di Deventer e di Zwolle che quindi non sarebbero potute intervenire nello scontro.
Dopo aver ricevuto queste informazioni cruciali, Spinola proseguì l'assedio con tutta la sua intensità. Esortava le sue truppe come "bestie" e, dopo essere stato respinto per ben tre volte, durante la quarta ondata riuscì a raggiungere la parte alta delle fortificazioni. Dopo aver preso i rivellini, Spinola sistemò la sua artiglieria ed iniziò a riempire i fossati della città. Nonostante il feroce fuoco degli assediati, il 14 settembre venne portato avanti un attacco simultaneo su tre lati diversi della città. Mentre schierava le proprie truppe, Spinola lasciò intendere agli abitanti di Groenlo che se non si fossero arresi, avrebbe ucciso tutti e raso al suolo la città. Agli assediati ottennero un'ora per pensare alla decisione da prendere e dopo aver saputo questa terribile notizia gli abitanti, piangendo e implorando, caddero ai piedi del giovane comandante Van Dort che alla fine cedette e con riluttanza consegnò la città agli spagnoli.

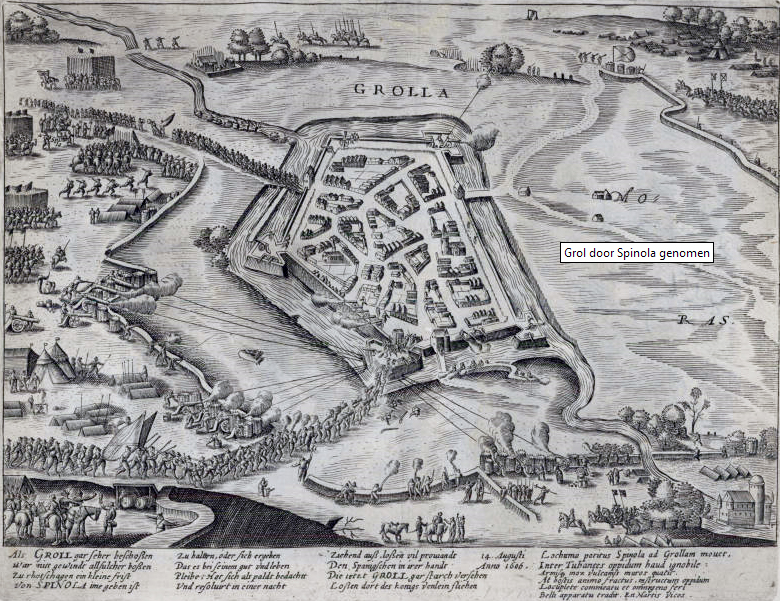
La cattura di Gronelo da parte di Ambrogio Spinola, stampa di Frans Hogenberg.

Alla guarnigione della città furono concesse due ore per abbandonare la città, lasciando comunque alle truppe dello Spinola i carri di rifornimenti. Ai residenti che non desideravano sottomettersi alla fede cattolica vennero concessi due mesi di permesso per abbandonare la città, anche se tutti i cittadini alla fine scelsero di rimanere sotto "qualunque religione o governo", abituati ormai a cambiare padrone.
In parte a causa della sua fretta di prendere la città prima dell'arrivo di Maurizio, Spinola aveva perso quasi 1000 uomini durante l'assedio. I canali e le fortificazioni della città vennero ripristinati. Un'ondata di sgomento attraversò il resto del paese dopo aver saputo della resa della fortezza di Groenlo, temendo una nuova invasione generale da parte degli spagnoli nei territori olandesi. Zutphen e Deventer erano ora direttamente minacciati, seguendo poi Arnhem e Zwolle e persino Utrecht. In risposta agli eventi, le città delle province dell'Olanda e di Utrecht radunarono le loro milizie e le mandarono a contrastare gli spagnoli in campo aperto. Amsterdam inviò 200 miliziani a Zwolle, Utrecht ne mandò 200 a Deventer ed Enkhuizen aiutò la fortificazione di Steenwijk con 100 uomini. Maurizio divise il suo esercito su più piazzeforti ma rimase sostanzialmente in attesa di ulteriori azioni da parte dello Spinola. Il 19 agosto lasciò Groenlo col suo esercito.
La fortezza, gravemente danneggiata durante l'assedio, richiese da subito delle riparazioni adeguate che vennero per l'appunto approntate subito dopo la fine dell'assedio, temendo l'immediata reazione di Maurizio d'Orange che per l'appunto non tardò a tornare in città. I costi ammontarono in tutto a 5346 fiorini.

## L'assedio di Maurizio d'Orange

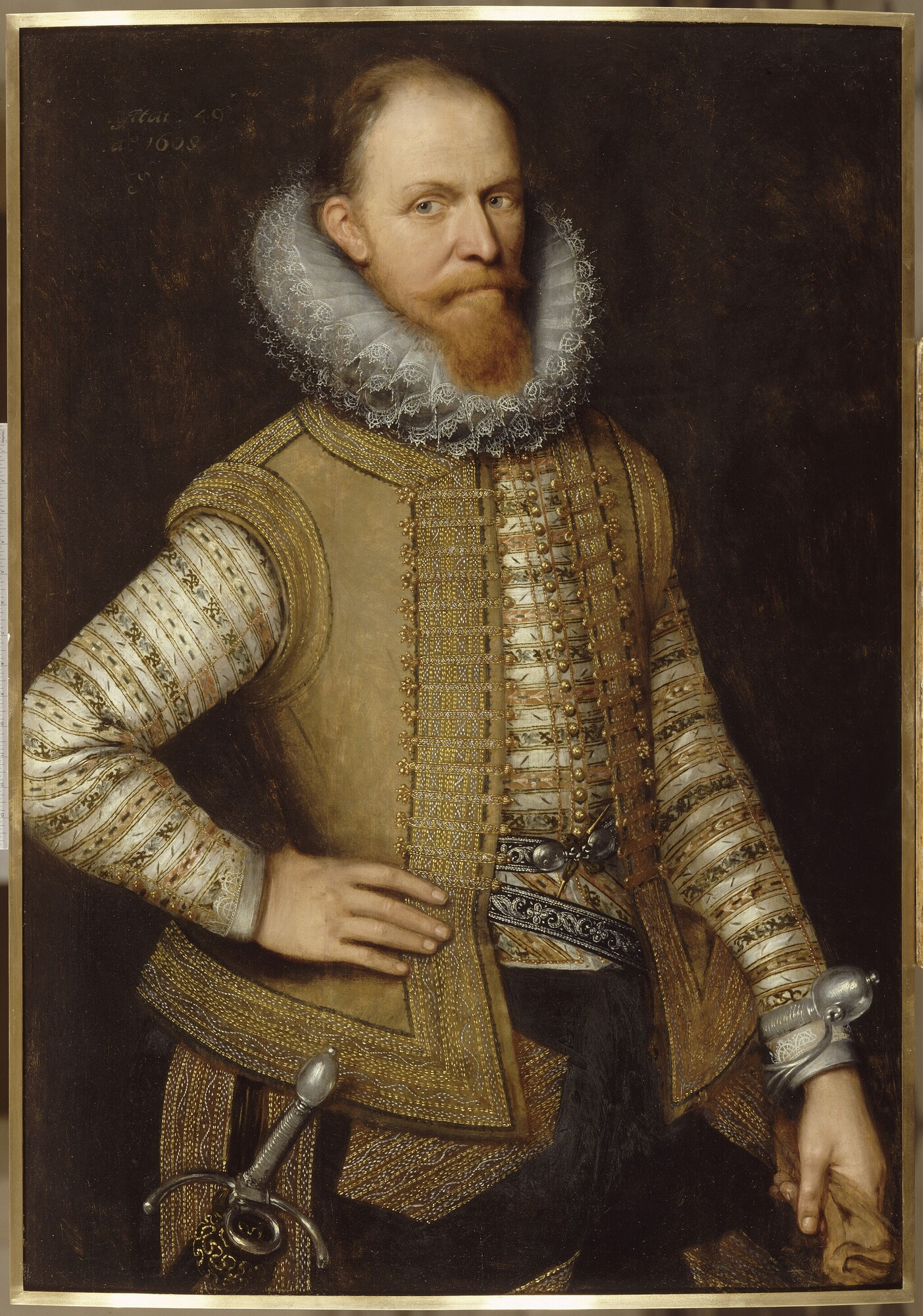
Maurizio d'Orange

In parte a causa della mancanza di cibo, la città di Rijnberk venne conquistata dal generale Spinola senza interferenze da parte del principe d'Orange che si trovava ancora di stanza a Doesburg. Tuttavia, il tesoro della cassa militare a disposizione dello Spinola era quasi esaurito, il che aveva provocato delle rivolte e degli ammutinamenti tra i suoi soldati. Maurizio e Oldenbarnevelt decisero di intraprendere quindi una campagna autunnale e l'esercito olandese, composto da 15 000 fanti e da 3000 cavalieri marciò per riconquistare le principali città della regione; a fine ottobre, la città di Lochem venne riconquistata dagli olandesi. Sapendo che Ambrogio Spinola aveva problemi con le sue truppe e non sarebbe stato in grado di organizzare una controffensiva valida, Maurizio d'Orange non si affrettò con il suo esercito nella sua avanzata verso Groenlo, ma si prese tutto il tempo necessario per organizzarsi. Quando finalmente giunse a Groenlo il 30 ottobre e iniziò l'assedio, il tempo mutò improvvisamente e una fitta pioggia investì l'area. Ciò portò allo sviluppo di una tremenda influenza tra i suoi uomini che rese difficile il proseguire. A causa della riluttanza di Maurizio a far lavorare le sue truppe in caso di maltempo, l'assedio proseguiva lentamente nella realizzazione di trincee e fortificazioni. Hendrik van den Bergh era il comandante di Groenlo ed aveva con sé 700 uomini, diversi cavalieri e molta artiglieria. Il vescovo Sasbout Vosmeer era presente in città in quel periodo.
La sera del 4 novembre, Maurizio venne sorpreso dalla notizia che il generale spagnolo Spinola si stava dirigendo verso Groenlo col proprio esercito. Spinola aveva convinto il suo esercito a seguirlo con una piccola somma di denaro: 8000 fanti e 900 cavalieri, muniti di 10 cannoni, si precipitarono a Groenlo per dare il cambio alla forze assediate della città. Senza Groenlo, infatti, lo Spinola sapeva che anche la presa di Rijnberk avrebbe avuto ben poco effetto.
Maurizio, supponendo che comunque non avrebbe interrotto il suo assedio, si era astenuto dal prendere precauzioni durante l'assedio (come ad esempio costruire una linea di trincee di difesa per il proprio esercito attorno alla città, evitando così attacchi esterni). Anche l'ipotesi che una torbiera impenetrabile sulla strada per Groenlo avrebbe rallentato i movimenti delle truppe dello Spinola si rivelò errata; l'esercito dello Spinola giunse a Vreden la sera del 6 novembre. Fu proprio attraverso quella palude su cui il principe d'Orange faceva tanto affidamento per le sue difese che il generale spagnolo avrebbe lanciato il suo attacco.
Il giorno dopo Maurizio schierò il suo esercito in formazione di battaglia. Informato dai suoi esploratori di un difetto nelle linee di Maurizio, Spinola impegnò le proprie truppe con una precisione assoluta sul nemico. Malgrado ciò, le truppe spagnole erano stanche del lungo e veloce viaggio che avevano dovuto compiere, tormentato altresì dal maltempo e dalla difficoltà nel praticare le strade dell'area, mentre le truppe di Maurizio apparivano più fresche, malgrado la malattia e la scarsità di rifornimenti. Con sorpresa di tutti, Maurizio decise di interrompere improvvisamente l'assedio, temendo di essere surclassato dalle truppe spagnole nemiche. Il 9 novembre si ritirò con il suo esercito a Zelhem.
Dopo la perdita di Rijnberk ed il fallimento di Groenlo, l'esercito di Maurizio si ritirò per la stagione invernale nel proprio quartier generale col proprio comandante deluso ancora una volta e danneggiato nell'onore. Lo Spinola levò l'assedio a Groenlo senza colpo ferire; dopodiché partì coi suoi uomini alla volta di Münster. La città rimase nelle mani degli spagnoli sino ad un rinnovato assedio da parte del fratellastro di Maurizio, Federico Enrico d'Orange, nel 1627 che riconquistò la città per gli olandesi.

## Conseguenze
Maurizio d'Orange fu oggetto di severe critiche da parte di alleati e nemici, mentre la sua fama di generale in Europa diminuiva e per contro quella dello Spinola suo rivale cresceva. Enrico IV di Francia, in particolare, era profondamente insoddisfatto della repubblica olandese e del suo generale sul campo. Tramite un suo ambasciatore, espose le proprie rimostranze agli Stati Generali olandesi, lamentandosi del fatto che per molto tempo le truppe olandesi erano rimaste sostanzialmente inattive, permettendo così allo Spinola di ottenere importanti vittorie nell'area. A dicembre, il re scrisse di essere talmente indignato dall'assedio di Groenlo che gli dispiaceva di non aver speso i soldi che aveva prestato alla repubblica per difendere i propri confini. Aveva appreso con disgusto che l'esercito di Maurizio era due volte più forte di quello del generale Spinola.
Maurizio in seguito dichiarò che il suo esercito era troppo debole per il freddo e per la malattia per combattere adeguatamente l'assedio e per questo egli aveva preso la decisione di ritirarsi dal combattimento e che aveva preferito una cautela saggia ad un'inutile carneficina, ben conscio di perdere un'occasione per sconfiggere l'esercito dello Spinola con una vittoria clamorosa, ma che vi sarebbe stata un'altra brillante occasione per farlo. Maurizio fece tutto ciò, disse, mettendo da parte il proprio onore ed il proprio orgoglio come capo militare, mettendo al primo posto il servizio alla repubblica olandese.